# Consejo de Hombres Buenos
El Consejo de hombres buenos es un tribunal consuetudinario, es decir, cuyas reglas y autoridad vienen dadas por la tradición y la costumbre, que está encargado de dirimir conflictos de riego en la Huerta de Murcia. Fue creado en 1848.
En 2009 es elegido, junto con el Tribunal de las Aguas de Valencia, Patrimonio Cultural Inmaterial de la Humanidad por la UNESCO.

## Cómo funciona el Consejo de Hombres Buenos
Los juicios del Consejo de Hombres Buenos son orales, siendo habitual que un escribano recupere las declaraciones. La instancia está presidida por el alcalde o su delegado, que cuenta con un voto de calidad decisivo en caso de empate y que se encarga de llevar a efecto las resoluciones. Le corresponde también la facultad de multar a los vocales que no asistan a las reuniones. El Consejo de Hombres Buenos lo componen cinco Vocales titulares y cinco Procuradores. Su objetivo es fallar y resolver las cuestiones y demandas sobre infracciones determinadas en las ordenanzas de la huerta. Los procuradores solo pueden ejercer su función una vez al año.
El Consejo celebra sus audiencias en público el primer jueves de cada mes en el Salón de Plenos del Ayuntamiento de Murcia, desde las nueve hasta las doce de la mañana.